# Nyron Nosworthy
Nyron Paul Nosworthy (Londra, 11 ottobre 1980) è un ex calciatore giamaicano, di ruolo difensore.

## Carriera
La carriera di Nyron Nosworthy, difensore centrale jamaicano, inizia al Gillingham Football Club, squadra di Football League Second Division,nella stagione 1998/1999. All'interno di tale club collezionerà 174 presenze, riuscendo a segnare 5 reti.
Nel luglio 2005 si trasferisce a titolo gratuito al Sunderland Association Football Club, che in quell'anno militava in Premier League. Qui collezionerà 114 presenze senza segnare neanche un gol.
A febbraio 2010, durante la stagione 2009-2010, viene girato in prestito allo Sheffield United Football Club, squadra di Football League Championship, dove rimarrà, sempre allo stesso titolo, fino alla fine della stagione 2010-2011, che lo Sheffield United Football Club disputerà in Football League One. In questa squadra disputerà 51 partite senza collezionare alcuna rete
Da ottobre 2011 sino a Marzo 2014 giocherà, prima in prestito, poi da gennaio 2012, a titolo definitivo, al Watford Football Club, che militava in Football League Championship. Qui collezionerà 56 presenze, segnando due reti.
Nel marzo 2014 si trasferisce in prestito al Bristol City Football Club, squadra di Football League One, dove collezionerà dieci presenze ed un gol. Alla fine della stagione verrà svincolato dal Watford Football Club.
Nel novembre 2014, si trasferisce gratuitamente al Blackpool Football Club, militante in Football League Championship dove collezionerà 5 presenze e nessun gol. A marzo del 2015 viene girato in prestito al Portsmouth Football Club, in Football League Two, dove farà sette presenze e zero gol.
Conclusasi la stagione 2014/2015, si trasferisce a parametro zero al Dagenham & Redbridge Football Club, dove, dopo aver collezionato 17 presenze ed un gol, si ritirerà nel febbraio 2016.